# 尼巴镇
尼巴乡，是中华人民共和国甘肃省甘南藏族自治州卓尼县下辖的一个乡镇级行政单位。

## 行政区划
尼巴乡下辖以下地区：
格拉村、尼巴村、江车村和石巴村。

## 中国传统村落
2013年8月，尼巴村被评为第二批中国传统村落。